# Pacific Harbour Airport
Pacific Harbour Airport (Taunovo Airstrip) är en flygplats i Fiji. Den ligger i den centrala delen av landet, 40 km väster om huvudstaden Suva. Pacific Harbour Airport ligger 5 meter över havet. Den ligger på ön Viti Levu.
Terrängen runt Pacific Harbour Airport är kuperad åt nordväst, men österut är den platt. Havet är nära Pacific Harbour Airport åt sydost.